# Oreios (Lapith)
Oreios (altgriechisch Ὄρειος Óreios, latinisiert Orius) ist ein Lapith der griechischen Mythologie.
Er kommt in Ovids Metamorphosen als Gast der Hochzeit von Peirithoos und Hippodameia vor, bei der die Kentauren einen Kampf mit den Lapithen beginnen (Kentauromachie). Als der Kentaur Gryneus einen Brandaltar in die Menge wirft, werden Broteas und Oreios von diesem erschlagen. Gryneus wird daraufhin von Exadios mit einem Hirschgeweih getötet.